# Persone di cognome George
| Questa pagina contiene informazioni ricavate automaticamente dalle voci biografiche con l'ausilio del template Bio e di un bot. L'aggiornamento è periodico e automatico e ricostruisce completamente la pagina. Se manca una persona in questa lista, sei pregato di non aggiungerla, ma accertati piuttosto che la sua voce biografica contenga il template Bio e che i dati anagrafici siano correttamente compilati. Se il template Bio manca, inseriscilo tu stesso o, in alternativa, metti l'avviso {{tmp\|Bio}} che ne segnala la mancanza. Se i dati riportati sono sbagliati, correggi direttamente la voce biografica; le modifiche saranno visibili in questa lista entro pochi giorni. Per chiarimenti vedi il progetto antroponimi. La lista contiene solo le 77 persone che sono citate nell'enciclopedia e per le quali è stato implementato correttamente il template Bio. Pagina aggiornata al 23 lug 2025. |

Questa è una lista di persone presenti nell'enciclopedia che hanno il cognome George, suddivise per attività principale.

## Allenatori di calcio(1)
- Finidi George, allenatore di calcio e ex calciatore nigeriano (Port Harcourt, n. 1971)

## Assiriologi(1)
- Andrew R. George, assiriologo britannico (n. 1955)

## Attori(8)
- Brian George, attore e doppiatore israeliano (Nahariya, n. 1952)
- Christopher George, attore statunitense (Royal Oak, n. 1928 - Los Angeles, † 1983)
- Götz George, attore tedesco (Berlino, n. 1938 - Amburgo, † 2016)
- Heinrich George, attore tedesco (Stettino, n. 1893 - Oranienburg, † 1946)
- Isaac George, attore, comico e personaggio televisivo nigeriano (Lagos, n. 1957)
- Jason Winston George, attore e modello statunitense (Virginia Beach, n. 1972)
- John George, attore siriano (Aleppo, n. 1898 - Los Angeles, † 1968)
- Nathan George, attore statunitense (n. 1936 - New York, † 2017)

## Attrici(6)
- Maude George, attrice statunitense (Riverside, n. 1888 - Sepulveda, † 1963)
- Gladys George, attrice statunitense (Patten, n. 1904 - Los Angeles, † 1954)
- Grace George, attrice statunitense (New York, n. 1879 - New York, † 1961)
- Helen George, attrice britannica (Birmingham, n. 1984)
- Melissa George, attrice, modella e ex pattinatrice artistica a rotelle australiana (Perth, n. 1976)
- Susan George, attrice britannica (Surbiton, n. 1950)

## Bassisti(1)
- Randy George, bassista, chitarrista e cantante statunitense (Denver, n. 1962)

## Calciatori(12)
- Alwyn George, calciatore indiano (Nagpur, n. 1992)
- Christer George, ex calciatore norvegese (Oslo, n. 1979)
- Dylan George, calciatore olandese (Beverwijk, n. 1998)
- Charlie George, ex calciatore inglese (Islington, n. 1950)
- Jann George, calciatore tedesco (Norimberga, n. 1992)
- Javier George, calciatore guyanese (New Amsterdam, n. 2001)
- Kevan George, ex calciatore trinidadiano (Roxborough, n. 1990)
- Leroy George, calciatore surinamese (Paramaribo, n. 1987)
- Shamal George, calciatore inglese (Birkenhead, n. 1998)
- Sherwin Leo George, calciatore dominicense (La Plaine, n. 1983)
- Tyrique George, calciatore inglese (Londra, n. 2006)
- Billy George, calciatore inglese (Shrewsbury, n. 1874 - Birmingham, † 1933)

## Canottieri(1)
- Thomas George, canottiere britannico (Cheltenham, n. 1994)

## Cantanti(2)
- Inara George, cantante e musicista statunitense (Baltimora, n. 1974)
- Yvonne George, cantante e attrice belga (Bruxelles, n. 1895 - Genova, † 1930)

## Cardinali(1)
- Francis Eugene George, cardinale e arcivescovo cattolico statunitense (Chicago, n. 1937 - Chicago, † 2015)

## Cavallerizze(1)
- Michèle George, cavallerizza belga (Ostenda, n. 1974)

## Cestisti(10)
- Jack George, cestista e giocatore di baseball statunitense (Swissvale, n. 1928 - Fort Myers, † 1989)
- Kenny George, ex cestista statunitense (Chicago, n. 1986)
- Nick George, ex cestista britannico (Manchester, n. 1982)
- Deon George, ex cestista e allenatore di pallacanestro canadese (Kingston, n. 1971)
- Devean George, ex cestista statunitense (Minneapolis, n. 1977)
- Keyonte George, cestista statunitense (Lewisville, n. 2003)
- Kyshawn George, cestista svizzero (Aigle, n. 2003)
- Otis George, ex cestista dominicense (Roseau, n. 1982)
- Paul George, cestista statunitense (Palmdale, n. 1990)
- Tate George, ex cestista statunitense (Newark, n. 1968)

## Chitarristi(2)
- Lowell George, chitarrista statunitense (Hollywood, n. 1945 - Arlington, † 1979)
- Rocky George, chitarrista statunitense (Culver City, n. 1964)

## Dirigenti sportivi(1)
- Jacques Georges, dirigente sportivo francese (Saint-Maurice-sur-Moselle, n. 1916 - Saint-Maurice-sur-Moselle, † 2004)

## Economisti(2)
- Edward George, economista inglese (Carshalton, n. 1938 - St Tudy, † 2009)
- Henry George, economista e politico statunitense (Filadelfia, n. 1839 - New York, † 1897)

## Generali(2)
- Randy A. George, generale statunitense (Alden, n. 1964)
- Robert George, generale e politico britannico (Cromarty, n. 1896 - Londra, † 1967)

## Giocatori di curling(1)
- Tyler George, giocatore di curling statunitense (Duluth, n. 1982)

## Giocatori di football americano(4)
- Eddie George, ex giocatore di football americano statunitense (Filadelfia, n. 1973)
- Jeff George, ex giocatore di football americano statunitense (Indianapolis, n. 1967)
- Jeremiah George, giocatore di football americano statunitense (Clearwater, n. 1992)
- Bill George, giocatore di football americano statunitense (Waynesburg, n. 1929 - † 1982)

## Imprenditori(1)
- Tony George, imprenditore statunitense (Indianapolis, n. 1959)

## Lunghiste(1)
- Anju Bobby George, ex lunghista indiana (Changanassery, n. 1977)

## Modelle(2)
- Meriam George, modella egiziana (Il Cairo, n. 1987)
- Merlisa George, modella portoricana (Isole Vergini Americane, n. 1981)

## Oceanografi(1)
- Ken George, oceanografo, poeta e linguista britannico

## Ostacoliste(1)
- Phylicia George, ostacolista, velocista e bobbista canadese (Scarborough, n. 1987)

## Piloti automobilistici(1)
- Elmer George, pilota automobilistico statunitense (Hockerville, n. 1928 - Terre Haute, † 1976)

## Pistard(1)
- Henry George, pistard belga (Charleroi, n. 1891 - Uccle, † 1976)

## Poeti(1)
- Stefan George, poeta tedesco (Büdesheim, n. 1868 - Minusio, † 1933)

## Politici(1)
- Yosiwo George, politico e diplomatico micronesiano (n. 1941 - Micronesia, † 2022)

## Politologhe(1)
- Susan George, politologa e attivista statunitense (Akron, n. 1934)

## Registi(3)
- Burton George, regista e sceneggiatore statunitense (n. 1882)
- Nelson George, regista, sceneggiatore e attore statunitense (Brooklyn, n. 1957)
- Terry George, regista e sceneggiatore britannico (Belfast, n. 1952)

## Rugbisti a 15(1)
- Jamie George, rugbista a 15 britannico (Welwyn Garden City, n. 1990)

## Scrittrici(2)
- Elizabeth George, scrittrice statunitense (Warren, n. 1949)
- Margaret George, scrittrice statunitense (Nashville, n. 1943)

## Sollevatori(2)
- James George, ex sollevatore statunitense (Akron, n. 1935)
- Pete George, sollevatore statunitense (Akron, n. 1929 - † 2021)

## Velocisti(1)
- Winston George, velocista guyanese (Georgetown, n. 1987)

## Wrestler(1)
- Ed Don George, wrestler e lottatore statunitense (Java, n. 1905 - Fort Lauderdale, † 1985)